# Ecpetala meruana
Ecpetala meruana là một loài bướm đêm trong họ Geometridae.